# Nithari
Nithari es una ciudad censal situada en el distrito de Delhi noroeste,  en el territorio de la capital nacional,  Delhi (India). Su población es de 50464 habitantes (2011). 

## Demografía
Según el censo de 2011 la población de Nithari era de 50464 habitantes, de los cuales 27213 eran hombres y 23251 eran mujeres. Nithari tiene una tasa media de alfabetización del 82,48%, inferior a la media estatal del 86,21%: la alfabetización masculina es del 89,49%, y la alfabetización femenina del 74,15%.